# Villa Spada

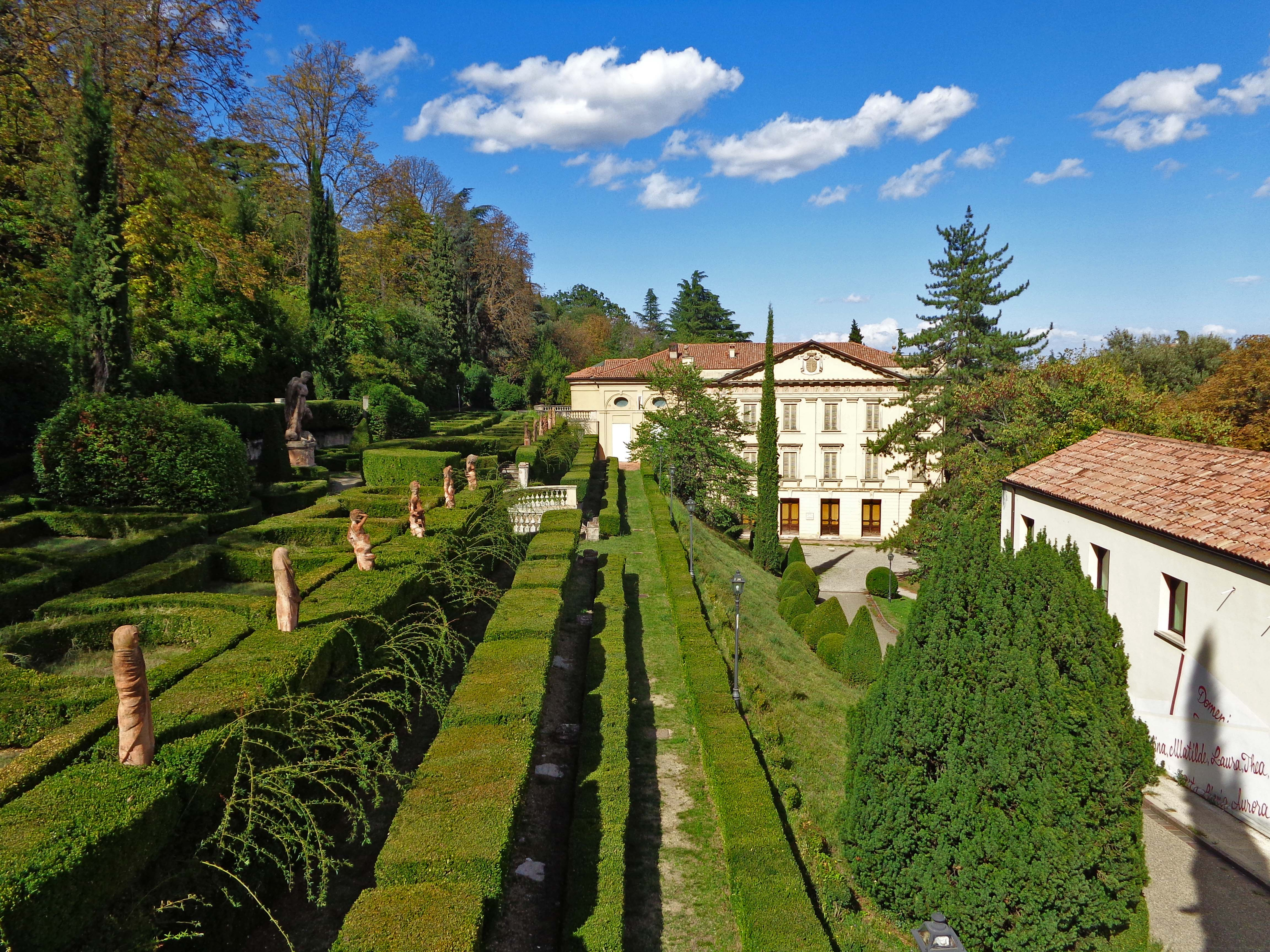
Villa Spada mit Garten und Statuen

Villa Spada ist ein Landhaus im Viertel Saragozza von Bologna in der italienischen Region Emilia-Romagna. Das Gebäude liegt in der Via Saragozza an der Ecke zur Via Casaglia.

## Geschichte
Jacopo Zambeccari ließ das Haus im klassizistischen Stil im 18. Jahrhundert erbauen. Er beauftragte damit den italienisch-schweizerischen Architekten Giovanni Battista Martinetti (1764–1830), der sich auch um die Anlage des italienischen Gartens kümmerte.
Das Anwesen gehörte bis 1811 der Familie Zambeccaro. 1820 kaufte es die Markgräfin Beaufort, die Gattin des Herzogs Clemente Spada Veralli. Dieser ließ den Komplex fertigstellen, indem er an den Park auch den Teil anfügen ließ, der heute an der Via Saragozza liegt. 1849 wurde die Villa der Sitz des österreichischen Hauptquartiers.
Anfang der 1920er-Jahre kaufte ein Zweig der Familie Pisa, die in der Industrie Bolognas beschäftigt war, das Anwesen. In den 1960er-Jahren kaufte die Stadt Bologna das Landhaus und den Park und wenige Jahre später wurden beide öffentlich zugänglich gemacht.

## Beschreibung

### Der Park

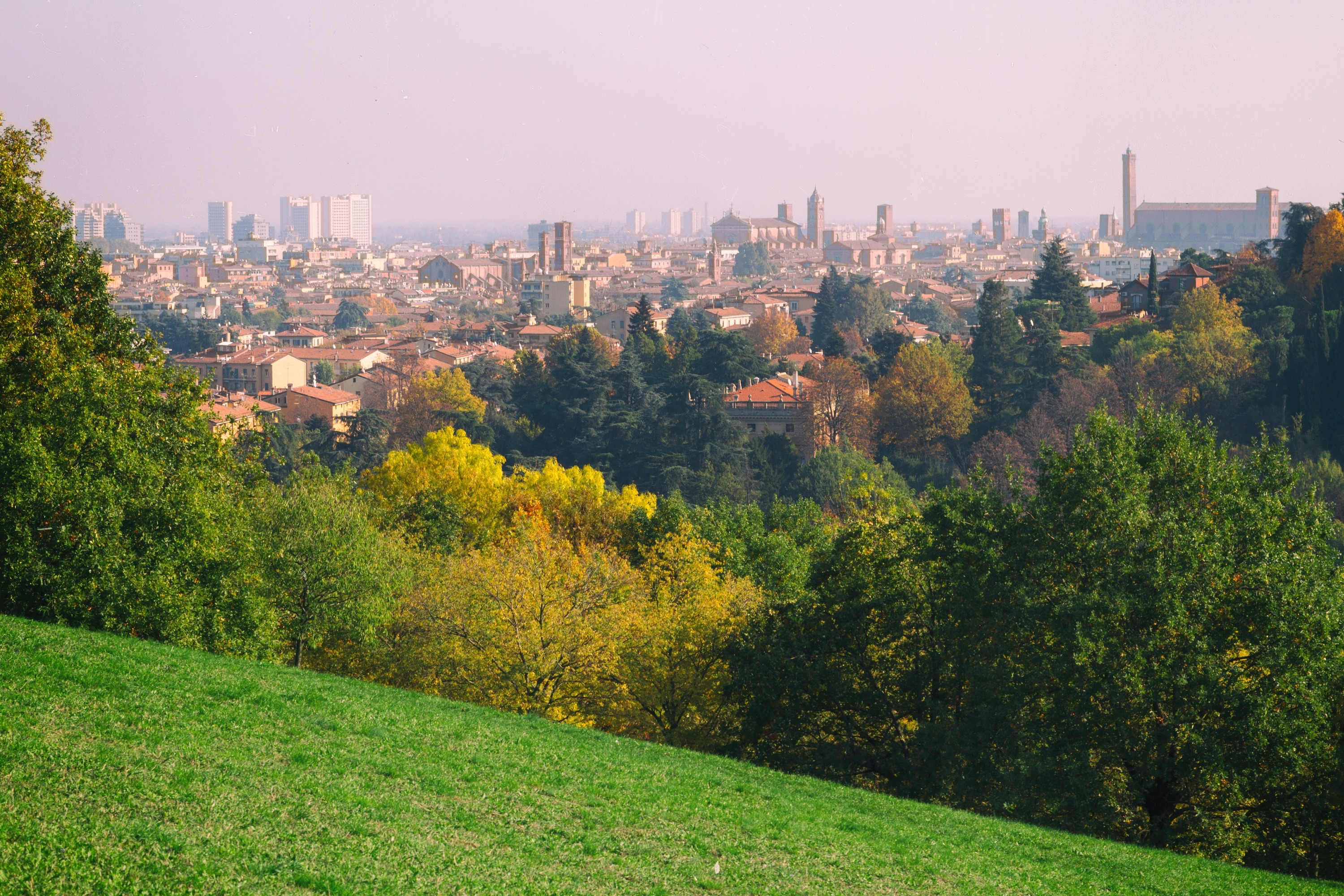
Blick vom Park auf die Stadt

Die Villa ist von einem 6 Hektar großen Park umgeben, der bereits vor dem Bau des Landhauses existierte. Dieser Park befindet sich am Fuße eines etwa 50 Meter hohen Hügels, von dessen Spitze aus man einen wunderschönen und weiten Blick (fast 360°) auf das historische Stadtzentrum von Bologna hat.
In der Nähe liegt der italienische Garten, der vom Architekten Martinetti angelegt wurde und mit Statuen verziert ist, die als Verbindung zwischen dem Landhaus und dem umgebenen Park fungieren. Im Südteil dieses Gartens erinnert ein 1975 fertiggestelltes Denkmal an 128 Opfer unter den Partisanen der Provinz Bologna.

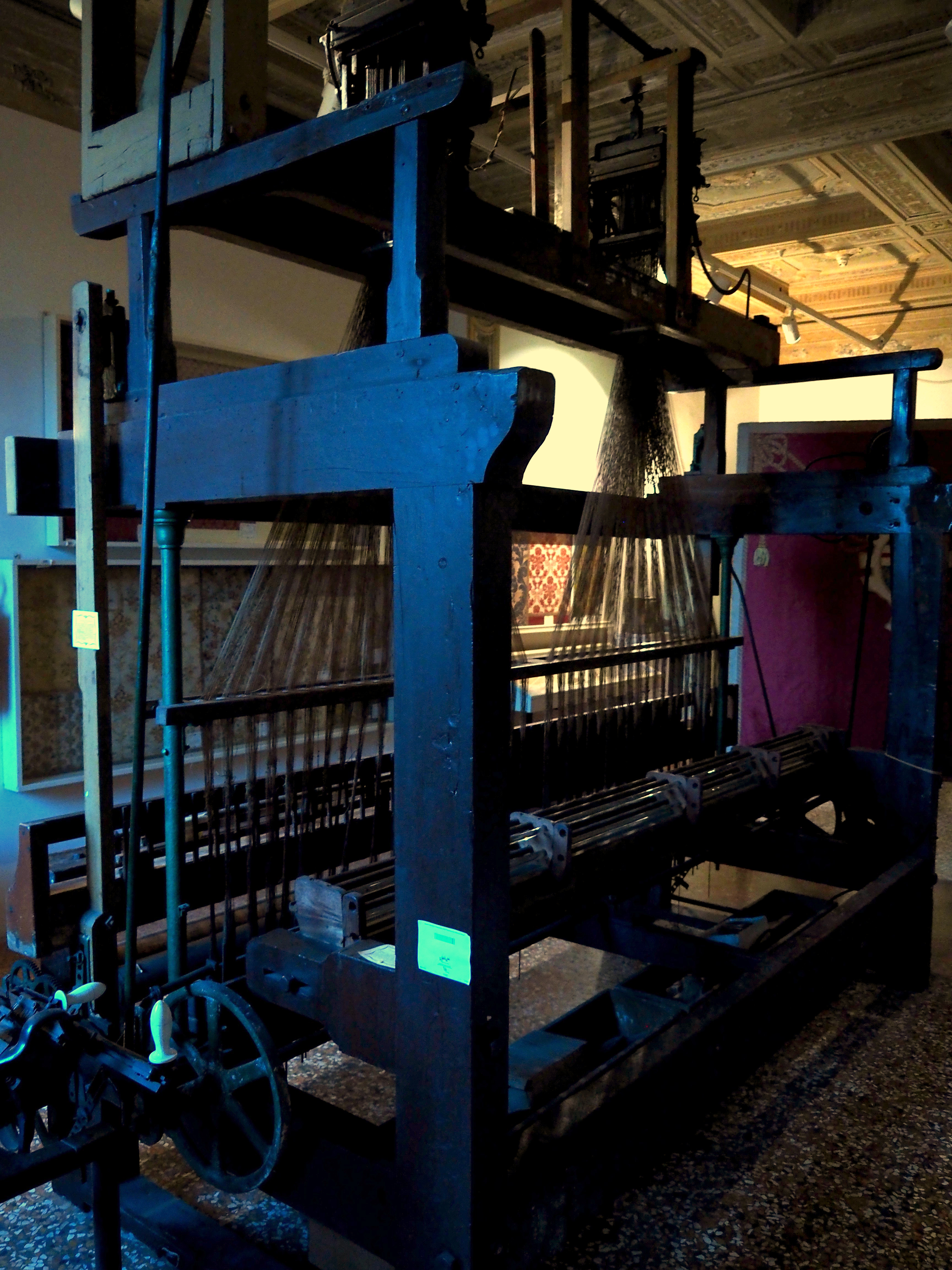
Webstuhl im Museo della tappezzeria

Neben dem Haupteingang, der an der Kreuzung der Via Saragozza und der Via Casaglia liegt, hat der Park der Villa Spada einen weiteren Eingang. Zu diesem gelangt man, wenn man der Via Casaglia in Richtung Santuario della Madonna di San Luca folgt; sobald man die Bücherei passiert hat, macht die Straße eine Rechtskurve und nach etwa 200 Metern, in der zweiten Kurve (diesmal nach links) sieht man deutlich den Eingang zum Park. 
Darüber hinaus ist die Gegend inoffiziell unter dem Namen „Curvone“ bekannt und hat sich im Laufe der Jahre zu einem Treffpunkt für Jugendliche entwickelt, die aus den Vierteln Costa und Saragozza oder auch von außerhalb der Stadt kommen.

### Museum und Bücherei
Seit 1990 ist in dem Landhaus das Museo della tappezzeria (heute Museo storico didattico della tapezzeria; dt.: Museum der Bildwirkereien) untergebracht, während im davor liegenden Gebäude die Bücherei des Viertels Saragozza untergebracht ist, die nach dem örtlichen Geschichtswissenschaftler Oriano Tassinari (1936–1995) benannt ist.
Zu bemerken ist auch, dass sich im oberen Teil des Geländes vor der Bücherei ein freier Platz befindet, der den Namen „Il Terrazzino“ erhalten hat, da er von den Angestellten der Bücherei in den Arbeitspausen im Sommer als „Solarium“ genutzt wird.